# Võ An Ninh
Võ An Ninh (18. června 1907 Hải Dương – 4. června 2009 Ho Či Minovo Město, jeho skutečné jméno bylo Vu An Tuyet) byl vietnamský fotograf. Je autorem fotografií, které se staly součástí cenných sbírek vietnamské historie. Během francouzského koloniálního období pracoval jako fotograf pro oddělení ochrany lesa v Hanoji, ve Vietnamském filmovém studiu (1954 - 1970), byl členem Ústředního výboru Vietnamské asociace literatury a umění a členem Vietnamského sdružení fotografických umělců.

## Významné fotografie
Võ An Ninh pracoval na břehu Rudé řeky, za tyto fotografie získal ocenění Vietnamské asociace výtvarných umění. V roce 1938 získalo dílo lidí tlačících loď do moře ocenění na výstavě fotografií v Paříži, Francie. Na konci roku 1938 získal za samostatnou výstavu v Hue ocenění mezinárodní fotogalerie a zlatou medaili. Jeho soubor fotografií hladomoru na severu Vietnamu ve francouzském protektorátu Tonkin v roce 1945 také sklidil velký zájem. V době od října 1944 do května 1945 zemřelo 1,3 milionu Vietnamců. Velký ohlas vzbudily především fotografie dětí, které v provincii Thai Binh čekaly na smrt. Nebo skupinový snímek mladých vyhublých dětí na lavičce. Známý je také snímek, jak vietnamští vesničané útočí na sklad rýže během japonské okupace.
V roce 1960 získal bronzovou medaili na mezinárodní výstavě fotografií v SSSR s prací Čistá voda na pláži Tra Co. Ocenění získal také na mezinárodní výstavy fotografií BIFOTA. V červenci 1981 v Ho Či Minově Městě a v roce 1983 v Hanoji vystavil například fotografická díla zobrazující Jezero navráceného meče pod názvem Ho Guom brzy ráno, Ho Guom ve čtyřech ročních obdobích, s nostalgickými klasickými obrazy jako Podzim, Vzpomínka, portréty dívek jako Hanojka, V zahradě chrámu Voi Phuc, ... Mnoho dalších fotografií pořídil autor v různých zemích, například vodopád Ban Gioc (Cao Bang), Vrchol Fan Si Pan, pramen v pohoří Hoang Lien Son, Stříbrné moře (da Nang), Borový les (Da Lat), Notre Dame, ...
Umělec Võ An Ninh zemřel 4. června 2009 v Ho Či Minově Městě ve věku 101 let.

## Ceny a ocenění
- Ho Či Minova cena (1996)
- Medaile za nezávislost třetí třídy
- Medaile druhé třídy
- Medaile odporu druhé třídy
- Medaile vietnamské literatury a umění
- Medaile kultury
- Medaile za rozvoj vietnamského fotografického umění

## Galerie

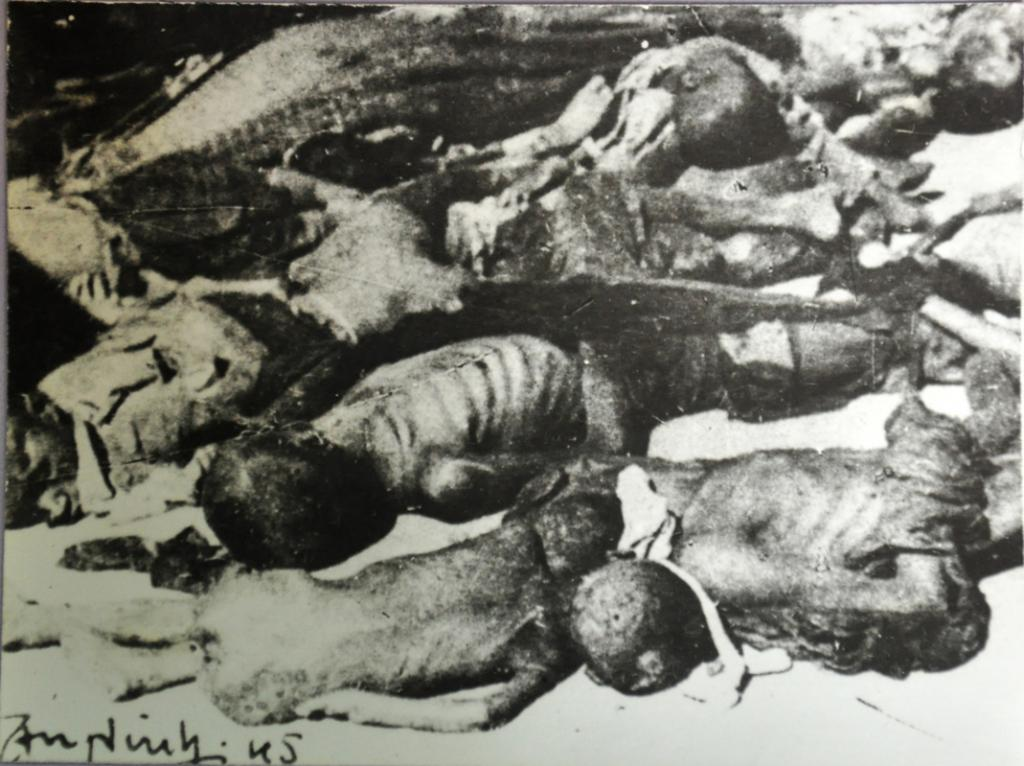
Mrtví v Hanojských ulicích v září 1945
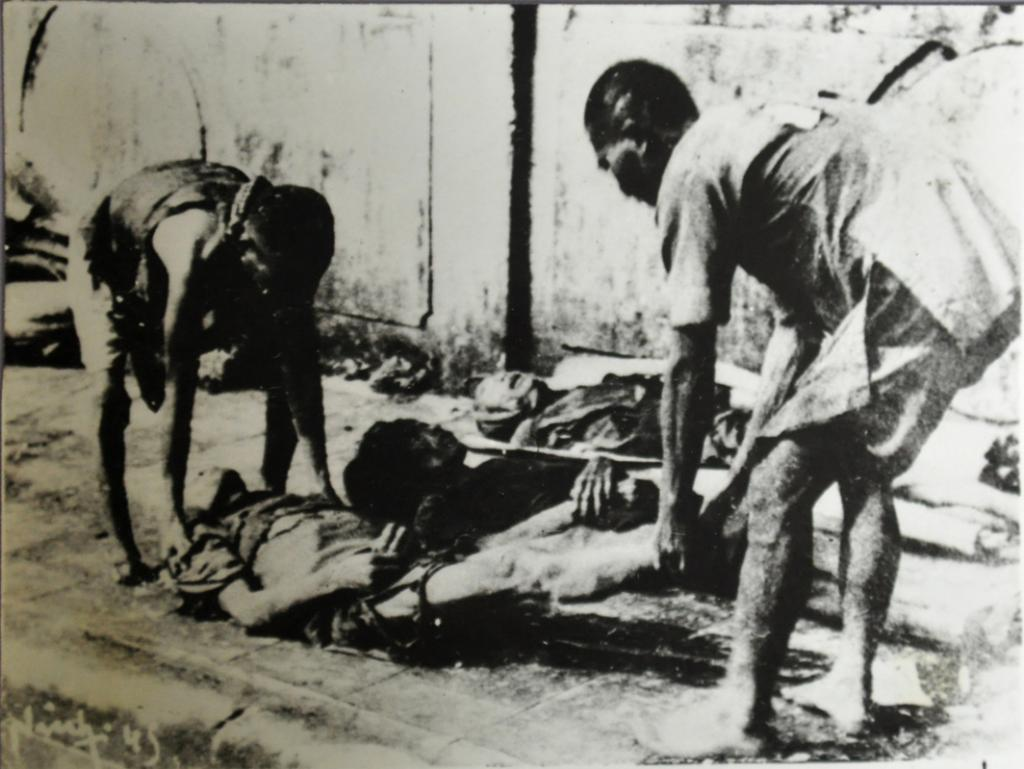
Dobrovolníci shromáždili mrtvé čekající na pohřeb, 1945
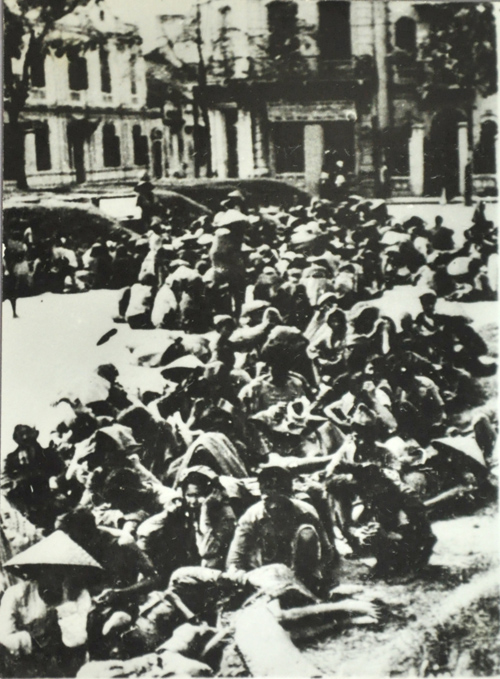
Obyvatelé Nam Định, Thái Bình, Phu Ly, Hải Phòng a Hải Dương se přestěhovali do Hanoje, 1945
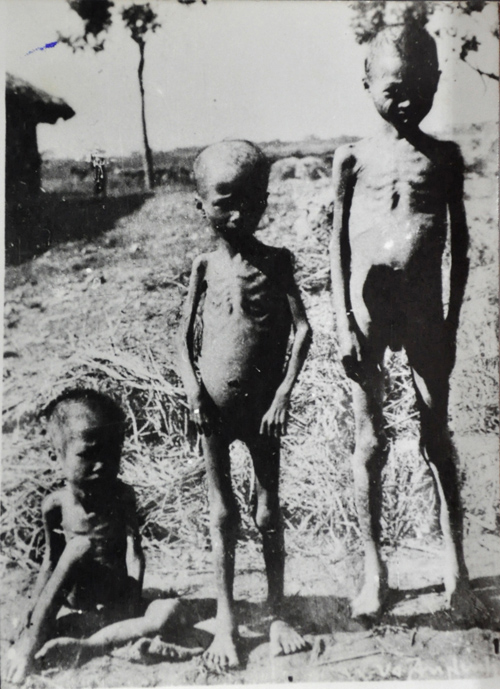
Malí kluci v Phủ Lý, Hà Nam, 1945
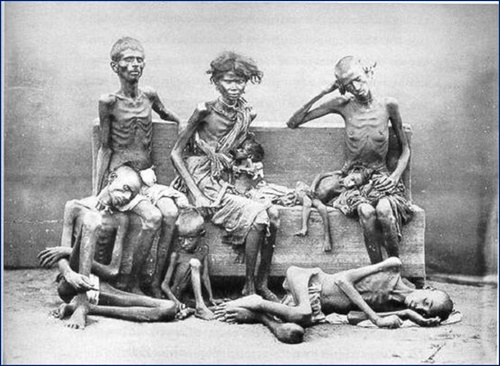
Hladovějící děti na lavičce, 1945
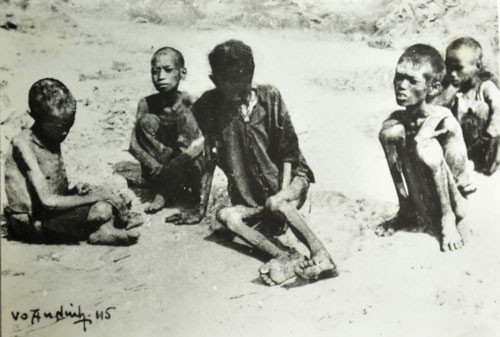
Chlapec čeká na smrt, 1945
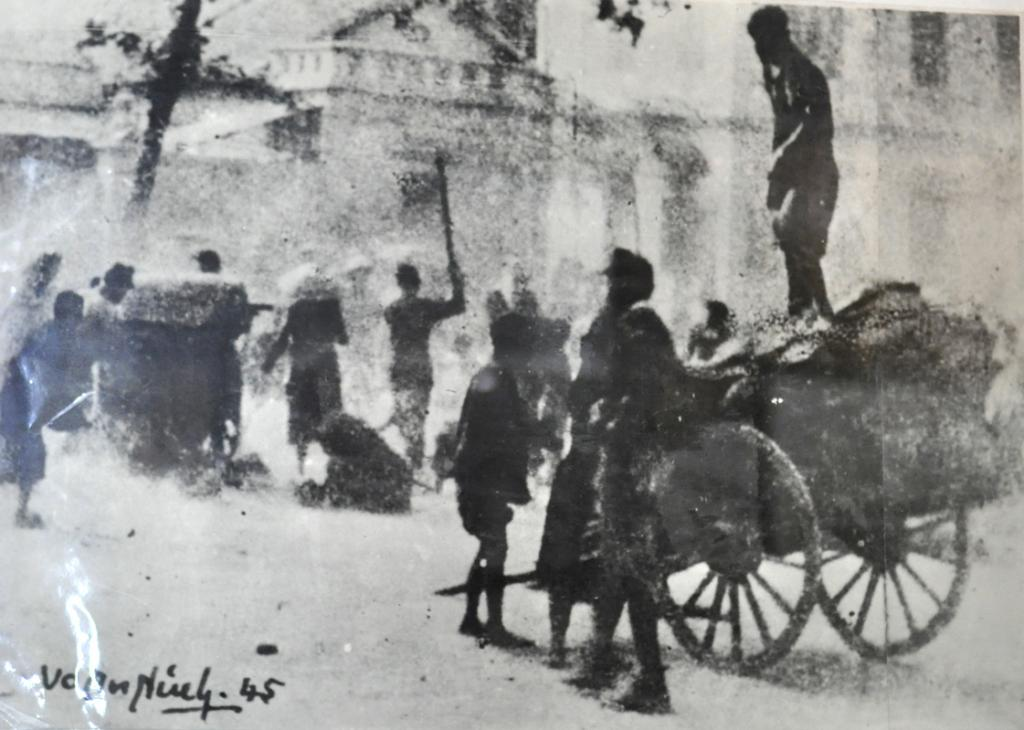
Vietnamští vesničané útočící na sklad rýže postavený japonskými silami během japonské okupace, 1945
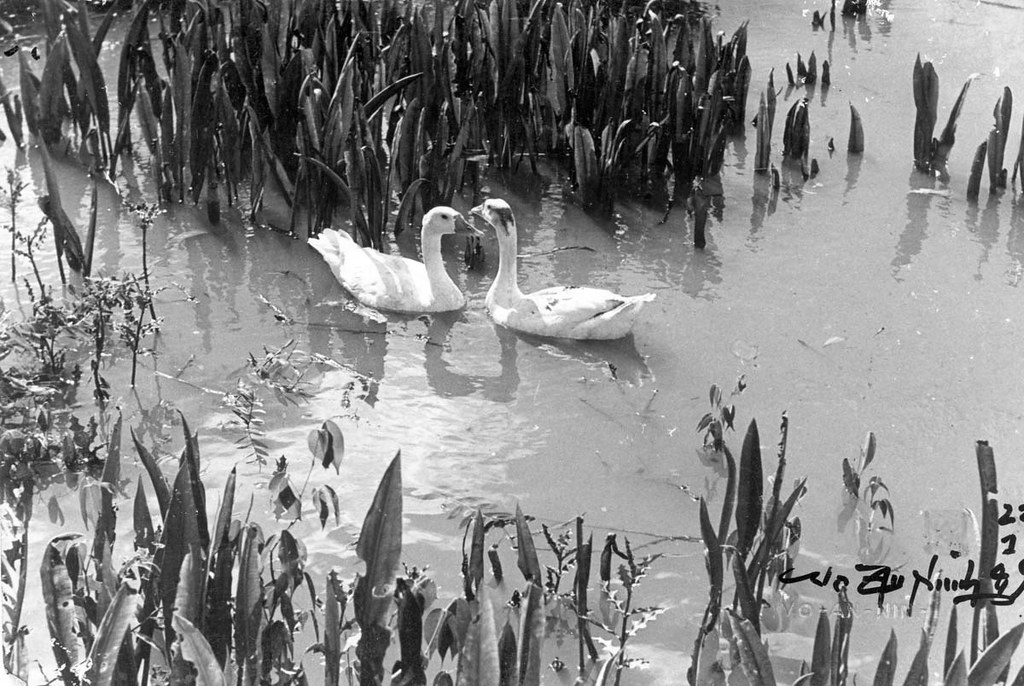
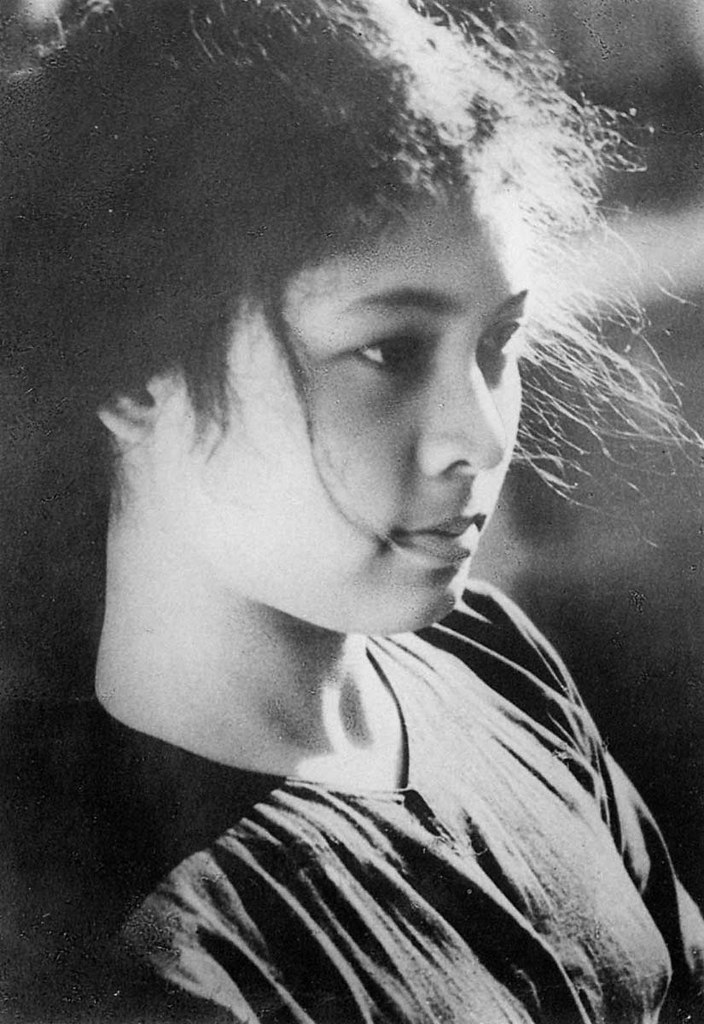
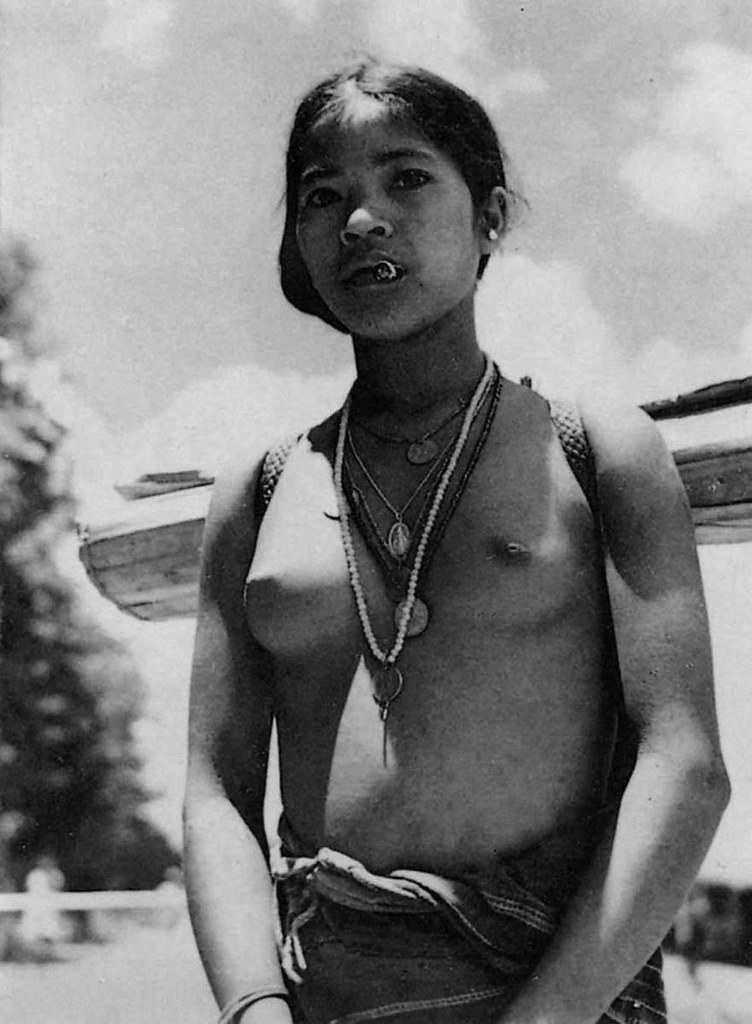
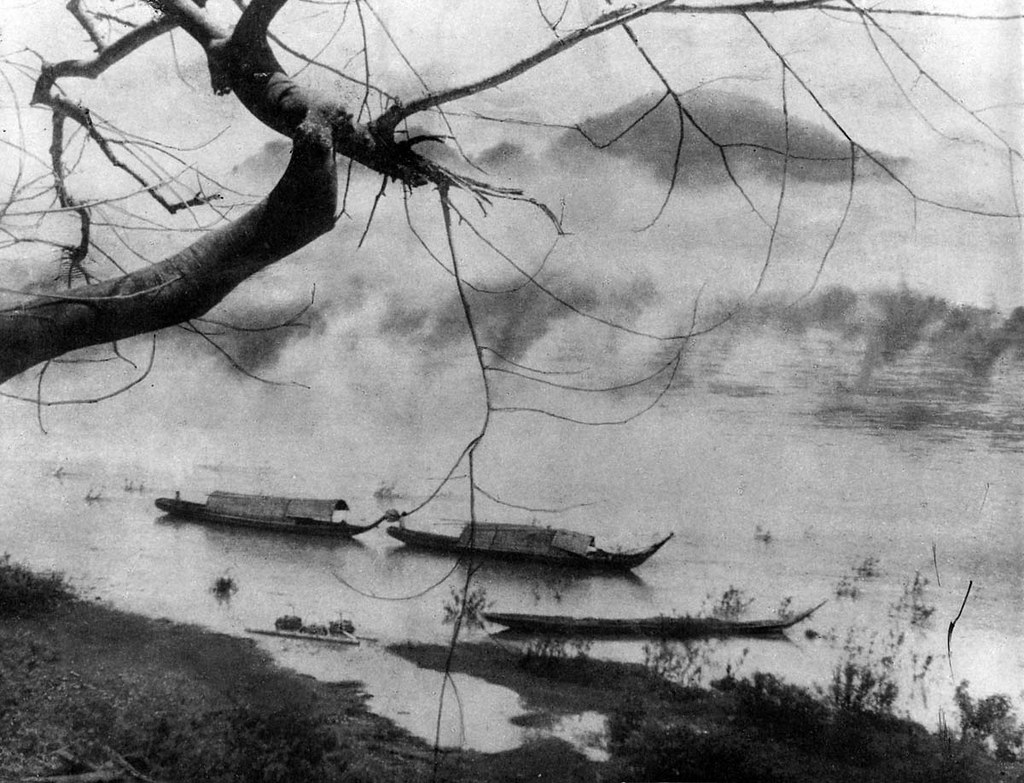
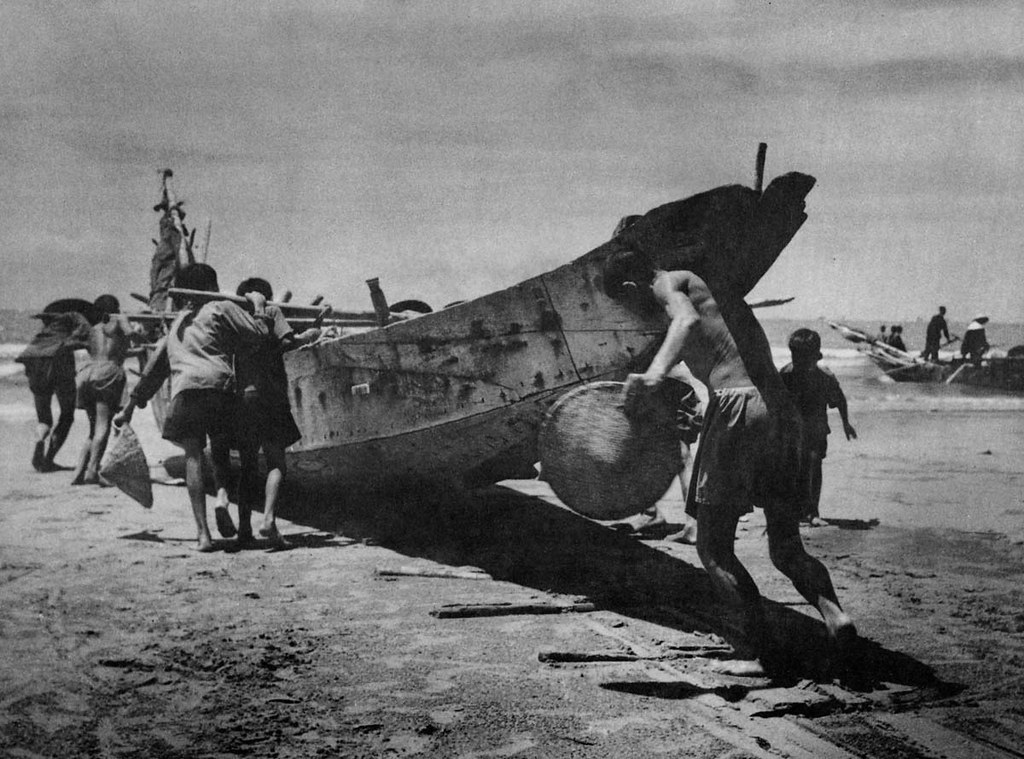